# Roberto Córdoba
Córdoba  Asensi est un nom espagnol. Le premier nom de famille, en général paternel, est Córdoba ; le second, en général maternel, souvent omis, est Asensi.
Roberto Córdoba Asensi, né le 4 décembre 1962 à Madrid, est un coureur cycliste espagnol, professionnel de 1985 à 1992.

## Palmarès
- 1985
  - 4eb étape du Tour de Murcie (contre-la-montre par équipes)
- 1986
  - 5e étape du Tour de Murcie
- 1987
  - Clásica a los Puertos de Guadarrama
  - Trofeo Masferrer
- 1988
  - 2e étape du Tour d'Espagne (contre-la-montre par équipes)
  - 10e du Tour d'Espagne

## Résultats sur les grands tours

### Tour d'Espagne
7 participations
- 1986 : abandon (6e étape)
- 1987 : non-partant (15e étape)
- 1988 : 10e, vainqueur de la 2e étape (contre-la-montre par équipes)
- 1989 : abandon (15e étape)
- 1990 : non-partant (15e étape)
- 1991 : abandon (10e étape)
- 1992 : 84e

### Tour d'Italie
1 participation
- 1985 : 110e